# Mrowle Łąki
Mrowle Łąki (PLH180043) – projektowany specjalny obszar ochrony siedlisk, aktualnie obszar mający znaczenie dla Wspólnoty, położony na północny zachód od Rzeszowa, w okolicach miejscowości: Mrowla, Wola Cicha, Rudna Mała i Zaczernie. Składa się z czterech enklaw o łącznej powierzchni 294,08 ha. Obszar położony jest na terenie gmin Trzebownisko, Świlcza i Głogów Małopolski w powiecie rzeszowskim.
W obszarze występują dwa siedliska z załącznika I dyrektywy siedliskowej:
- łąki świeże
- zmiennowilgotne łąki trzęślicowe

Występują tu następujące gatunki z załącznika II:
- bóbr europejski Castor fiber
- modraszek telejus Phengaris teleius
- modraszek nausitous Phengaris nausithous
- czerwończyk nieparek Lycaena dispar
- czerwończyk fioletek Lycaena helle